# Вахов, Анатолий Алексеевич
Анато́лий Алексе́евич Ва́хов (8 февраля 1918, Владивосток — 2 марта 1965, Москва) — журналист, дальневосточный советский писатель, детский и юношеский прозаик, автор приключенческого романа «Трагедия капитана Лигова» (трилогия «Китобои»), член Союза журналистов СССР, Союза писателей СССР.

## Биография
Анатолий Алексеевич Вахов родился 8 февраля 1918 года во Владивостоке в семье почтальона и домохозяйки. Под влиянием матери, женщины высокообразованной, после окончания средней школы № 9 поступил на китайский факультет Дальневосточного государственного университета, где проучился с 1936 по 1938 год.
С 1937 года работал корреспондентом в Приморском краевом радиокомитете корреспондентом, редактором сектора «Последних известий» и «Агитации и пропаганды».
По заданию редакций ездил по Дальнему Востоку, собирал материал для последующих литературных произведений.
В 1940—1941 годах работал заведующим отделом информации и ответственным секретарём газеты «Приморский комсомолец».
В 1941—1942 годах заведовал отделом «Комсомольская жизнь» приморской газеты «Красное знамя».
С 1942 по 1946 год Анатолий Вахов работал собственным корреспондентом газеты «Комсомольская правда» по Приморскому и Хабаровскому краям, по Белорусской ССР, был заведующим Ленинградским отделением «Комсомольской правды», жил и работал в блокадном Ленинграде, летал через линию фронта к партизанам.
В 1945 году — во время Советско-японской войны — находился в Северной Корее и Маньчжурии.
С августа 1946 по июнь 1947 года — заместитель ответственного редактора газеты «Молодёжь Молдавии».
С сентября 1947 по август 1948 года — очеркист газеты «Пролетарская правда», затем переведён во Владивосток, где по ноябрь 1951 года проработал главным редактором «Примиздата».
С ноября 1951 по август 1953 года работал главным редактором Дальневосточной студии кинохроники.
В 1953 году — всей семьёй переехали на постоянное место жительства в Хабаровск.

«В 1960 году мы собрались возвращаться во Владивосток, — вспоминала вдова. — Но нас уговорили не уезжать. Анатолия все любили, особенно начальство. А вот писатели не любили, видно завидовали его таланту, плодовитости, необычной творческой работоспособности… В Хабаровске у нас не было квартиры, мы жили с подселением. А как узнали, что уезжаем, то выдали ордер на трёхкомнатную квартиру, по улице Ленина, 69. Сначала у нас было две комнаты, потом пришли строители и присоединили одну комнату из другого подъезда, прорубив стенку…» 
С августа 1953 по сентябрь 1956 года — заведующий литературной консультацией Хабаровского отделения Союза советских писателей (ССП).
Умер 2 марта 1965 года в Москве, в гостинице «Советская», прибыв из Хабаровска на съезд Союза писателей СССР. На него он так и не попал. Его нашли в запертом номере, телефонная трубка лежала на полу. Писатель Всеволод Иванов, который с ним летел, говорил, что ещё в самолёте приметил, что Вахову плохо, лицо было красное, видно давление повышенное.
Похоронен на Центральном кладбище Хабаровска, сектор № 1 (аллея писателей).

## Творчество
Во время Великой Отечественной войны вышла первая книга очерков Анатолия Вахова о партизанах Ленинградской области, героях-комсомольцах «Девять бесстрашных» (1944), в которой рассказывается и о подвиге Лёни Голикова.
Как журналист, он объездил почти весь СССР, был в Финляндии, Польше, Корее, Китае, на Кубе. В результате командировок написал ряд приключенческий повестей: «Двое в тайге», «Пленники моря», «Тайна Горного острова», «Неожиданные встречи» и др.
С 1953 года Анатолий Вахов стал профессиональным писателем. Около десяти лет он работал над своей трилогией «Китобои», в которую вошли романы: «Трагедия капитана Лигова», «Шторм не утихает» и «Фонтаны на горизонте» — о драматических страницах истории отечественного китобойного промысла.
Прототипами Олега Николаевича Лигова и его товарищей послужили реальные люди, их жизнь, поступки. Судьба главного героя словно списана с жизненного пути служащего Российско-Финляндской китоловной компании, а затем вольного шкипера и промышленника Отто Васильевича Линдгольма. Часть своей биографии «передали» Лигову капитан-лейтенанты русского флота Георгий Эльфсберг, Аким Дыдымов, морской офицер, граф Генрих Кейзерлинг.
Теме Гражданской войны посвящены романы: дилогия — «Вихрь на рассвете» («Адъютант», «Тучи над городом»); трилогия о Чукотском ревкоме и борьбе за Советскую власть на крайнем Северо-Востоке страны — «Пламя над тундрой», «Пурга в ночи» и «Утренний бриз».
Писатель Всеволод Иванов писал о Вахове: «…Его рассказы, при небольших своих размерах, полны движения, легко и с интересом читаются, а некоторые из них несут в себе хорошо подготовленный энергичный финал, развертываемый в короткой острой форме, как итог всего повествования».
Последняя книга Вахова «Хоакин — гроза акул» вышла накануне смерти и была полна впечатлений о жизни на Кубе и островах Карибского бассейна, где он побывал в отпуске.
По воспоминаниям вдовы писателя, статьи для газет Вахов печатал на пишущей машинке, но свои крупные произведения он писал от руки.

## Личная жизнь
29 июня 1947 года Анатолий Вахов женился на Марии (Майе) Петровне Емельяновой (1923—2013). «Он был высокий, красивый, но молчаливый», — вспоминала вдова Майя Вахова.
В браке родился сын Сергей (1948—2011).
Бывший редактор популярной некогда радиостанции «Тихий океан» Нина Василевская, хорошо знавшая Анатолия и его семью, вспоминает, что квартира писателя на Пушкинской улице во Владивостоке всегда была открыта для гостей. Приходили моряки после рейсов, писатели и журналисты, просто читатели. В гостиной круглые сутки был накрыт стол с едой. За этим следила жена писателя Майя Петровна. Случалось, что моряки порой находились «на бичу» и Анатолий, видя их бедственное положение, говорил: «Ну, пойдем, посмотрим книжки». У него была большая библиотека, более 6000 книг.

## Память

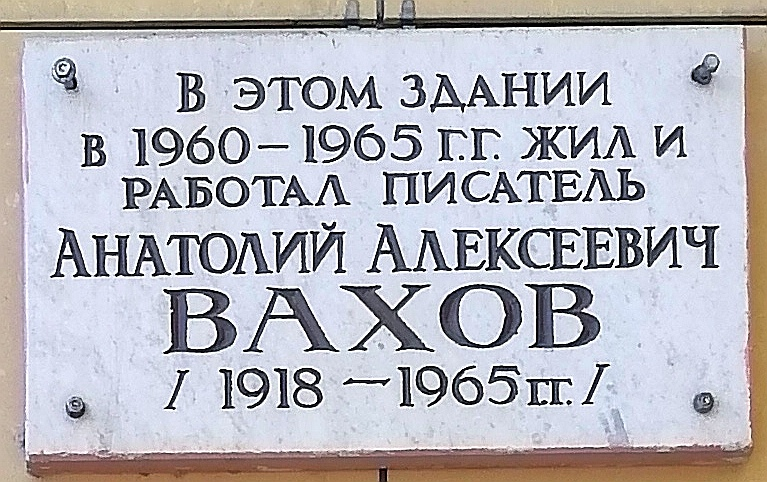
Мемориальная доска Анатолию Вахову в Хабаровске, ул. Ленина, 69

Мемориальная доска установлена в 1988 году в Хабаровске, на ул. Ленина, 69, где жил и работал писатель. Решение Исполнительного комитета Хабаровского краевого Совета народных депутатов № 18 от 21.01.1988 г.

Могила Вахова А. А. на Центральном кладбище Хабаровска.

На Центральном кладбище в Хабаровске установлен памятник писателю — автор-скульптор Л. П. Зайшло (автор «Памятник партизанам» в Хабаровске).
Вдова Майя Петровна Вахова превратила хабаровскою квартиру по улице Ленина, 69 в домашний музей литератора, где обстановка не менялась с 1960-х годов, а сама выступала в роли экскурсовода до самой смерти, 2013 года.
В середине 1980-х годов Николай Панов — председатель рыбколхоза «Тихий океан», расположенного на берегу бухты Гайдамак в Находке, где в конце XIX века находилось китоловное предприятие с заводом Дыдымова, предложил назвать новую улицу именем капитана Лигова. А уже в 1990-е гг., когда местная рыбопромысловая компания «Посейдон» приобрела шхуну, генеральный директор компании Василий Васильев решил дать ей имя легендарного капитана-китобоя. Имя литературного героя — капитана Лигова, нанесённое на карту посёлка и присвоенное промысловому судну — редчайший случай в топонимике и мореплавании, показывающий насколько близок и дорог оказался приморцам капитан Лигов, созданный талантом Анатолия Вахова.
В 2010 году названа одна из улиц в Индустриальном районе Хабаровска, от пересечения ул. Выставочной и ул. Морозова Павла Леонтьевича до Амурской протоки — микрорайон «Строитель» (постановление администрации Хабаровска № 3743 от 23 ноября 2010 года, на основании решений городской комиссии по недвижимости по рассмотрению предложений об установлении наименований участков улично-дорожной сети Хабаровска).
8 февраля 2018 года — в Центральной библиотеке им. Петра Комарова в Хабаровске состоялся творческий вечер в честь столетия писателя.
10 февраля 2021 года — книги из библиотеки Вахова переданы в ФГУП «Заповедное Приамурье» (Хабаровск, ул. Серышева, 60, 5-й этаж).

## Сочинения
- Вахов А. А. Девять бесстрашных: Очерк о комсомольцах-партизанах Ленинградской области, Героях Советского Союза. — Л.: Лениздат, 1944. — 168 с. (Серия: Библиотечка молодежи).
- Вахов А. А. Двое в тайге: Приключенческая повесть. — Владивосток: Примиздат, 1946. — 68 с.
- Вахов А. А. Пленники моря: Повесть. — Калинин: Пролет. правда, 1948. — 146 с.
- Вахов А. А. Неожиданные встречи: Рассказы. — Владивосток: Примиздат, 1951. — 40 с.
- Вахов А. А. Сокровища Дерсу Узала. Повести и рассказы. — Хабаровск: Кн. изд., 1957. — 206 с.
- Энергомаш. 25 лет производственной деятельности Хабаровского завода энергетического машиностроения. / Лит. зап. А. А. Вахова. Ред. Р. К. Агишев, С. М. Маркова. — Хабаровск, 1958. — 350 с.
- Вахов А. А. Трагедия капитана Лигова: Роман. — Магадан: Обл. изд., 1955. — 405 с.

- -  Вахов А. А. Трагедия капитана Лигова: Роман. Первая книга трилогии Китобои. — Хабаровск: Кн. изд-во, 1957. — 374 с.

- Вахов А. А. Шторм не утихает: Роман. — Магадан: Кн. изд., 1957. — 285 с.
  - Вахов А. А. Шторм не утихает: Роман. — Хабаровск: Кн. изд., 1959. — 296 с.
- Вахов А. А. Фонтаны на горизонте. Роман [первоначально это была первая и единственная книга из серии Китобой]. — Владивосток: Примиздат, 1951. — 480 с.

- - Вахов А. А. Фонтаны на горизонте: Роман. Ч. 1. Китобои идут на Север; Ч. 2. Курилов становится к пушке; Ч. 3. Китобои возвращаются с победой. — Хабаровск: Кн. изд., 1955. — 432 с.
  - Вахов А. А. Фонтаны на горизонте: Роман. Кн. 1. Тайфун уходит медленно; Кн. 2. Курсом капитана Лигова. — Хабаровск: Кн. изд., 1963. — 608 с.

- Вахов А. А. Маленький фокусник из Чифу: Рассказ. — Владивосток: Приморск. кн. изд., 1959. — 30 с.
- Вахов А. А. Володя с Первой речки: Рассказ. — Владивосток: Приморск. кн. изд., 1960. — 24 с.
- Вахов А. А. Маяк продолжает гореть: Рассказы. — Хабаровск: Кн. изд., 1960. — 174 с.
- Вахов А. А. Хоакин — гроза акул: Рассказы. Для детей шк. возраста. — Хабаровск: Кн. изд., 1964. — 142 с.
- Вахов А. А. Пламя над тундрой: Роман. — Магадан: Кн. изд., 1981. — 416 с.
- Вахов А. А. Пурга в ночи: Роман. — Магадан.: Кн. изд., 1982. — 351 с.
- Вахов А. А. Ураган идет с юга: Роман. Кн. 1. — Магадан: Кн. изд., 1960. — 230 с.
  - Вахов А. А. Ураган идет с юга. Роман в 2-х кн. трилогии. Кн. 1. Пламя над тундрой; Кн. 2. Пурга в ночи. — Хабаровск: Кн. изд-во, 1990. — 720 с. (Байкало-Амурская библиотека Мужество).
- Вахов А. А. Утренний бриз: Роман. Кн. 3. — Хабаровск: Кн. изд., 1966. — 352 с.
  - Вахов А. А. Утренний бриз: Роман. — Магадан: Кн. изд., 1982. — 367 c., ил.
- Вахов А. А. Вихрь на рассвете: Роман. Кн. 1. Адъютант [о М. Попове, адъютанте С. Лазо]; Кн. 2. Тучи закрывают Солнце. — Хабаровск, 1965. — 416 с.
  - Вахов А. А. Вихрь на рассвете: Роман. Кн. 1. Адъютант; Кн. 2. Тучи закрывают Солнце. — Хабаровск, 1977. — 430 с.
- Вахов А. А. Выросшие в пламени. Сост. И. А. Цуриков. — Хабаровск: Кн. изд., 1972. — 224 с.
- Вахов А. А. Двое в тайге. Две повести и рассказ. Вахов А. А. Двое в тайге: Приключенческая повесть; Лесная Л. В. [Гештофт] Самое главное: Повесть; Зильвер Л. С. (псевд. Самойлов) Трусиха: Рассказ. — М.: Миллиорк, 2014. — 218 с. (Библиотека «Смерш» Смерть шпионам! № 22).

### Из публикаций в периодической печати
- Миноносец «Скорый»: Рассказ: Из лит. наследия писателя // Дал. Восток, 1974. стр. 91—106.

### Аудиокниги на кассетах
- Вахов А. Трагедия капитана Лигова [Звукозапись]: роман / А. Вахов; Хабар. краев. специализир. б-ка для слепых; читает В. Ф. Орлова. — Хабаровск, 2001. — 5 мфк. (25 ч. 30 мин.): 2, 38 см/с, 4 дор. — С изд.: Кн. изд-во, 1970.
- Вахов А. Фонтаны на горизонте [Звукозапись]: роман / А. Вахов; Хабар. краев. специализир. б-ка для слепых; читает В. Ф. Орлова. — Хабаровск, 2001. — 3 мфк. (10 ч.): 2, 38 см/с, 4 дор. — С изд.: Кн. изд-во, 1955.

### Периодика
- Некролог. // Тихоокеан. звезда, 1965, 5 марта.
- Двое в тайге. // Дал. Восток, 1946. № 3, стр. 167—168.
- М. Гульбинская. Страницы живой истории. // На Севере Дальнем, 1955, вып. 3, стр. 171—176.
- Н. Стасевич. Роман о русских патриотах. // Магадан. правда, 1955, 13 дек.
- Р. Константинов. Роман о советских китобоях. // Дал. Восток, 1956. № 4, стр. 185—187.
- М. Гульбинская. Литература и жизнь, 1959, 31 июля.
- Вс. Н. Иванов. // Дал. Восток, 1961. № 3, стр. 179—181.
- В. Шматалюк. Повесть о мужестве. // Красное знамя, 1962. 4 окт.
- Н. Бутенко. Роман о русских китобоях. // Дал. Восток, 1962. № 4, стр. 170—173.
- О. Журавина. Русские китобои. // В мире книг, 1971. № 10, стр 26.
- М. Белов. Живут его книги: К 60-летию писателя А. Вахова. // Тихоокеан. звезда. 1978, 8 февр.
- Вахов Анатолий Алексеевич: [Список лит.] // Русская литература Сибири. 1917—1970 гг.: Библиогр. указ. — Новосибирск, 1977. Ч. 2., стр. 66-67.
- А. А. Вахов: (60 лет со дня рождения) // Время и события: Указ. — календарь по Дал. Востоку на 1978 г. — Хабаровск, 1978., стр. 21-22.
- В. Огрызко. Он впереди идет: [Образ коммуниста в произведениях дальневост. писателей, в том числе А. Вахова] // Поляр. звезда, 1979. № 2., стр. 98—100.
- О. К. Онищенко. Алые паруса Анатолия Вахова // Вахов А. Пламя над тундрой. — Магадан, 1981., стр. 3—12, портр.
- И. Волобуева. // «Магад. комсомолец», 1981, 17 дек.
- М. Белов. Всю жизнь с людьми: К 70-летию со дня рождения А. Вахова // Дал. Восток,1988. № 3., стр. 153—154.
- М. Белов. Морская душа Анатолия Вахова: [к 80-летию со дня рождения писателя] // Тихоокеан. звезда. 1998, 11 февр.
- Г. Климов. Возвращение капитана: [о писателе А. Вахове и прототипах героев кн. «Трагедия капитана Лигова»] // Находкин. рабочий (г. Находка). 2004, 27 февр.
- О. Маркова. Высокая ностальгия: А. Вахову — 90 лет // Дал. Восток. — 2008. № 3. стр. 171—174.
- А. Чернявский. Время писателя Анатолия Вахова. // Тихоокеан. звезда, 2008, 7 февр.
- К. Пронякин. Здесь жил и работал писатель Вахов // Арсеньев. вести. 2009, 27 мая-2 июня, стр. 22.
- К. Пронякин. Будет ли улица им. Вахова в Хабаровске? / «Дебри-ДВ», 24.03.2010.
- Г. Г. Климов. 95 лет со дня рождения Вахова Анатолия Алексеевича (1918 — 2 марта 1965), писателя, журналиста // Календарь дат и событий Приморского края на 2013 год : Справочное издание / Приморская краевая публичная библиотека им. А. М. Горького; сост. Н. А. Гаврилова, Н. С. Иванцова, В. В. Шайтарова. — Владивосток, 2012. — С. 29—31. — 292 с.
- Константин Пронякин. Спасти библиотеку Вахова // Приамурские ведомости : газета. — 2021. — № 10 (17 марта). — С. 15.
- Константин Пронякин. Показали библиотеку Вахова // Приамурские ведомости : газета. — 2022. — № 50 (21 декабря). — С. 3.
- Константин Пронякин. Неизвестный подвиг писателя // Приамурские ведомости : газета. — 2023. — 8 февраля. — С. 17.
- Константин Пронякин, Ирина Харитонова. Забытый гений : [арх. 19 февраля 2016] // Хабаровский Экспресс : газета. — 2013. — 19 мая.
- Константин Пронякин, Ирина Харитонова, Андрей Мирмович. Здесь жили Анатолий и Майя Ваховы : [арх. 30 марта 2016] // Дебри-ДВ : электронное периодическое издание. — 2013. — 21 июля.
- Константин Пронякин. Писатель Анатолий Вахов сохранил единственное фото «пионера-героя» Голикова : [арх. 30 марта 2016] // Дебри-ДВ : электронное периодическое издание. — 2016. — 18 февраля.